# Cezar dla najlepszego aktora w roli drugoplanowej
Cezar dla najlepszego aktora w roli drugoplanowej przyznawany od 1976 roku, przez Francuską Akademię Sztuki i Techniki Filmowej.

## 1971–1980
1976: Jean Rochefort – Niech się zacznie zabawa jako Guillaume Dubois

nominacje:
- Jean Bouise – Stara strzelba jako François
- Patrick Dewaere – Powodzenia, stary! jako Lefevre
- Victor Lanoux – Powodzenia, stary! jako Pierre Lardatte

1977: Claude Brasseur – Jak zrobić słonia w trąbę jako Daniel

nominacje:
- Jean-Claude Brialy – Sędzia i zabójca jako Obrońca Villedieu
- Charles Denner – Druga szansa jako Adwokat
- Jacques Dutronc – Mado jako Pierre

1978: Jacques Dufilho – Krab dobosz jako szef mechaników

nominacje:
- Michel Aumont – Zepsute dzieci jako Pierre
- Jean-François Balmer – Nieustające zagrożenie jako Waldeck
- Jean Bouise – Sędzia Fayard zwany szeryfem jako prokurator generalny Arnould
- Philippe Léotard – Sędzia Fayard zwany szeryfem jako Marec

1979: Jacques Villeret – Robert i Robert jako Bohater

nominacje:
- Claude Brasseur – Taka zwykła historia jako Serge
- Jean Carmet – Cukier jako Adrien Courtois
- Michel Serrault – Cudze pieniądze jako Miremant

1980: Jean Bouise – Coup de tête jako prezes Sivardi

nominacje:
- Michel Aumont – Courage fuyons jako Franckie
- Bernard Blier – Czarna seria jako Staplin
- Bernard Giraudeau – Lekarz jako François

## 1981–1990
1981: Jacques Dufilho – Zły syn jako Adrien Dussart

nominacje:
- Heinz Bennent – Ostatnie metro jako Lucas Steiner
- Guy Marchand – Lulu jako André
- Alain Souchon – Kocham was wszystkich jako Claude

1982: Guy Marchand – Przesłuchanie w noc sylwestrową jako inspektor Marcel Belmont

nominacje:
- Gérard Lanvin – Dziwna sprawa jako Louis Coline
- Jean-Pierre Marielle – Czystka jako Péron/Georges
- Eddy Mitchell – Czystka jako Nono

1983: Jean Carmet – Nędznicy jako Thénardier

nominacje:
- Michel Jonasz – Qu'est-ce qui fait courir David? jako Simon
- Gerard Klein – Nieznajoma z Sans-Souci jako Maurice Bouillard
- Jean-François Stévenin – Pokój w mieście jako Dambiel

1984: Richard Anconina – Cześć, pajacu jako Youseff Bensoussan
- François Cluzet – Mordercze lato jako Mickey
- Bernard Fresson – Kelner! jako Francis
- Guy Marchand – Od pierwszego wejrzenia jako Michel Korski
- Jacques Villeret – Kelner! jako Gilbert

1985: Richard Bohringer – Rachunek jako Albert Lorca

nominacje:
- Michel Aumont – Niedziela na wsi jako Gonzague
- Bernard-Pierre Donnadieu – Ulica barbarzyńców jako Mathias Hagen „Matt”
- Fabrice Luchini – Noce pełni księżyca jako Octave
- Lambert Wilson – Kobieta publiczna jako Milan Mliska

1986: Michel Boujenah – Trzech mężczyzn i dziecko jako Michel

nominacje:
- Jean-Hugues Anglade – Metro jako Roller
- Jean-Pierre Bacri – Metro jako inspektor Batman
- Xavier Deluc – Umarł z otwartymi oczami jako Hugo Spark
- Michel Galabru – Metro jako komisarz Gesberg

1987: Pierre Arditi – Melodramat jako Pierre Belcroix

nominacje:
- Jean Carmet – Zbiegowie jako dr Martin
- Gérard Darmon – Betty Blue jako Eddy
- Claude Piéplu – Paltoquet jako profesor
- Jean-Louis Trintignant – Kobieta mego życia jako Pierre

1988: Jean-Claude Brialy – Niewinni jako Klotz

nominacje:
- Jean-Pierre Kalfon – Krzyk sowy jako komisarz
- Jean-Pierre Léaud – Les keufs jako komisarz Bouvreuil
- Guy Marchand – Noyade interdite jako inspektor Leroyer
- Tom Novembre – Zmącone śledztwo jako Victorien

1989: Patrick Chesnais – Lektorka jako CEO

nominacje:
- Patrick Bouchitey(inne języki) – Życie to długa, spokojna rzeka jako ojciec Aubergé
- Alain Cuny – Camille Claudel jako Louis-Prosper Claudel
- Jean-Pierre Marielle – Kilka dni ze mną jako Raoul Fonfrin
- Jean Reno – Wielki błękit jako Enzo Molinari

1990: Robert Hirsch – Zima '54: Ojciec Piotr jako Raoul

nominacje:
- Roland Blanche – Zbyt piękna dla ciebie jako Marcello
- Jacques Bonnaffé – Baptême jako André Gravey
- François Cluzet – Force majeure jako Daniel
- François Perrot – Życie i nic więcej jako kapitan Perrin

## 1991–2000
1991: Jacques Weber – Cyrano de Bergerac jako książę de Guiche

nominacje:
- Michel Duchaussoy – Milou w maju jako Georges
- Michel Galabru – Uran  jako Monglat
- Maurice Garrel – Dyskretna jako Jean Costal
- Daniel Prévost – Uran  jako Rochard

1992: Jean Carmet – Dziękuję ci życie jako Raymond Pelleveau

nominacje:
- Jean-Claude Dreyfus – Delicatessen jako Clapet
- Ticky Holgado – Wspaniała epoka jako Crayon
- Bernard Le Coq – Van Gogh jako Theo van Gogh
- Gérard Séty – Van Gogh jako Paul Gachet

1993: André Dussollier – Serce jak lód jako Maxime

nominacje:
- Fabrice Luchini – Powrót Casanovy jako Camille
- Jean-Pierre Marielle – Max i Jeremie jako Almeida
- Patrick Timsit – Kryzys jako Michou
- Jean Yanne – Indochiny jako Guy Asselin

1994: Fabrice Luchini – Wszystko to, po to? jako Fabrice Lenormand

nominacje:
- Didier Bezace – Profil bas jako komisarz Carré
- Jean-Pierre Darroussin – Kuchnia i przyległości jako Fred
- Thomas Langmann – Le nombril du monde jako Marcel
- Jean-Roger Milo – Germinal jako Chaval

1995: Jean-Hugues Anglade – Królowa Margot jako Karol IX Walezjusz

nominacje:
- Bernard Giraudeau – Ukochany syn jako Francis
- Fabrice Luchini – Pułkownik Chabert jako Maître Derville
- Claude Rich – Córka d’Artagnana jako książę Clovis de Crassac
- Daniel Russo – Dziewięć miesięcy jako Georges

1996: Eddy Mitchell – Szczęście jest na łące jako Gérard Thulliez

nominacje:
- Jean-Hugues Anglade – Nelly i pan Arnaud jako Vincent Granec
- Jean-Pierre Cassel – Ceremonia jako Georges Lelièvre
- Ticky Holgado – Kochanek czy kochanka jako Antoine
- Michael Lonsdale – Nelly i pan Arnaud jako Dolabella

1997: Jean-Pierre Darroussin – W rodzinnym sosie jako Denis

nominacje:
- Albert Dupontel – Wielce skromny bohater jako Dionnet
- Jacques Gamblin – Pedał jako Adrien Lemoine
- Bernard Giraudeau – Śmieszność jako Vilecourt
- Jean Rochefort – Śmieszność jako Markiz de Bellegarde

1998: Jean-Pierre Bacri – Znamy tę piosenkę jako Nicolas

nominacje:
- Jean-Pierre Darroussin – Marius i Jeannette jako Dédé
- Gérard Jugnot – Marta jako Henri
- Vincent Pérez – Na ostrzu szpady jako książę de Nevers
- Lambert Wilson – Znamy tę piosenkę jako Marc Duveyrier

1999: Daniel Prévost – Kolacja dla palantów jako Lucien Cheval

nominacje:
- Jacques Dutronc − Place Vendôme jako Battistelli
- Bernard Fresson − Place Vendôme jako Vincent Malivert
- Vincent Pérez − Ci, którzy mnie kochają, wsiądą do pociągu jako Frédéric/Viviane
- Jean-Louis Trintignant − Ci, którzy mnie kochają, wsiądą do pociągu jako Lucien Emmerich/Jean-Baptiste Emmerich

2000: François Berléand – Rodzinny interes jako Maxime Nassieff

nominacje:
- Jacques Dufilho – Co to za życie? jako Noël
- André Dussollier – Dzieci bagien jako Amédée
- Claude Rich – Gwiazdkowy deser jako Stanislas Roman
- Roschdy Zem – Rodzinny interes jako Sami

## 2001–2010
2001: Gérard Lanvin – Gusta i guściki jako Franck Moreno

nominacje:
- Alain Chabat − Gusta i guściki jako Bruno Deschamps
- Jean-Pierre Kalfon − Dziewczęta z Saint-Cyr jako Ludwik XIV
- Emir Kusturica − Wdowa św. Piotra jako Joseph Auguste Néel
- Lambert Wilson − Wielki świat jako Arthus de Poulignac

2002: André Dussollier – Sala oficerska jako Chirurg

nominacje:
- Édouard Baer − Betty Fisher i inne historie jako Alex Basato
- Jamel Debbouze − Amelia jako Lucien
- Jean-Paul Roussillon − Dziewczyna z Paryża jako Jean
- Rufus − Amelia jako Raphaël Poulain

2003: Bernard Le Coq – Wspominać rzeczy piękne jako Christian Licht

nominacje:
- François Cluzet – Przeciwnik jako Luc
- Gérard Darmon – Asterix i Obelix: Misja Kleopatra jako Marnypopis
- Jamel Debbouze – Asterix i Obelix: Misja Kleopatra jako Numernabis
- Denis Podalydès – Letni zawrót głowy jako Jérôme

2004: Darry Cowl – Tylko nie w usta jako pani Foin

nominacje:
- Yvan Attal – Bon voyage jako Raoul
- Clovis Cornillac – Z tygodnia na tydzień jako Didier
- Marc Lavoine – Serce mężczyzny jako Alex
- Jean-Pierre Marielle – Mała Lili jako Simon Marceaux

2005: Clovis Cornillac – Zdrady, kłamstwa i coś więcej jako Kevin Storena

nominacje:
- François Berléand – Pan od muzyki jako dyrektor Rachin
- André Dussollier – 36 jako Robert Mancini
- Maurice Garrel – Królowie i królowa jako Louis Jennsens
- Jean-Paul Rouve – Podium jako Couscous

2006: Niels Arestrup – W rytmie serca jako Robert Seyr

nominacje:
- Maurice Bénichou – Ukryte jako Majid
- Dany Boon – Boże Narodzenie jako Ponchel
- Georges Wilson – Nie jestem tu po to, żeby mnie kochano jako pan Delsart
- Roschdy Zem – Młody porucznik jako Solo

2007: Kad Merad – Nie martw się o mnie jako Paul Tellier

nominacje:
- Dany Boon – Czyja to kochanka? jako Richard
- François Cluzet – Jedwabne życie jako René
- André Dussollier – Nie mów nikomu jako Jacques Laurentin
- Guy Marchand – W Paryżu jako Mirko

2008: Sami Bouajila – Świadkowie jako Mehdi

nominacje:
- Pascal Greggory − Niczego nie żałuję – Édith Piaf jako Louis Barrier
- Michael Lonsdale − La question humaine jako Mathias Jüst
- Fabrice Luchini − Zakochany Molier jako pan Jourdain
- Laurent Stocker − Po prostu razem jako Philibert Marquet de la Tubelière

2009: Jean-Paul Roussillon – Świąteczne opowieści jako Abel

nominacje:
- Benjamin Biolay − Stella jako ojciec Stelli
- Claude Rich − Aide-toi, le ciel t’aidera jako Robert
- Pierre Vaneck − Już mnie nie kochaj jako ojciec Antoine’a
- Roschdy Zem − Dziewczyna z Monako jako Christophe Abadi

2010: Niels Arestrup – Prorok jako César Luciani

nominacje:
- Jean-Hugues Anglade − Zagubieni w miłości jako Wykolejeniec
- Benoît Poelvoorde − Coco Chanel jako Étienne Balsan
- Joey Starr − Le bal des actrices jako Joey Starr
- Michel Vuillermoz − Po jednym na drogę jako Pierre

## 2011–2020
2011: Michael Lonsdale – Ludzie Boga jako brat Luc

nominacje:
- Niels Arestrup − Człowiek, który chciał żyć swoim życiem jako Bartholomé
- François Damiens − Heartbreaker. Licencja na uwodzenie jako Marc
- Gilles Lellouche − Niewinne kłamstewka jako Éric
- Olivier Rabourdin − Ludzie Boga jako brat Christophe

2012: Michel Blanc – Minister jako Gilles, dyrektor gabinetu ministra

nominacje:
- Nicolas Duvauchelle – Poliss jako Mathieu
- Joey Starr – Poliss jako Fred
- Bernard Le Coq – Zwycięstwo jako Jacques Chirac
- Frédéric Pierrot – Poliss jako Balloo

2013: Guillaume de Tonquédec – Imię jako Claude

nominacje:
- Samir Guesmi – Camille powtarza rok jako Eric
- Benoît Magimel – Cloclo jako Paul Lederman
- Claude Rich – Szukając Hortense jako Sébastien Hauer
- Michel Vuillermoz – Camille powtarza rok jako Camille

2014: Niels Arestrup − Francuski minister jako Claude Maupas

nominacje:
- Patrick Chesnais − Piękne dni jako Philippe
- Patrick d’Assumçao − Nieznajomy nad jeziorem jako Henri
- François Damiens − Suzanne jako Nicolas
- Olivier Gourmet − Grand Central jako Gilles

2015: Reda Kateb – Hipokrates jako Abdel Rezzak

nominacje:
- Eric Elmosnino – Rozumiemy się bez słów jako Fabien Thomasson
- Guillaume Gallienne – Yves Saint Laurent jako Pierre Bergé
- Louis Garrel – Saint Laurent jako Jacques de Bascher
- Jérémie Renier – Saint Laurent jako Pierre Bergé

2016: Benoît Magimel – Z podniesionym czołem jako Yann

nominacje:
- Michel Fau – Niesamowita Marguerite jako Atos Pezzini/Divo
- Louis Garrel – Moja miłość jako Solal
- André Marcon – Niesamowita Marguerite jako Georges Dumont
- Vincent Rottiers – Imigranci jako Brahim

2017: James Thierrée – Chocolat jako George Foottit

nominacje:
- Gabriel Arcand – Dzieciak jako Pierre
- Vincent Cassel – To tylko koniec świata jako Antoine
- Vincent Lacoste – Victoria jako Sam
- Laurent Lafitte – Elle jako Patrick
- Melvil Poupaud – Victoria jako Vincent

2018: Antoine Reinartz – 120 uderzeń serca jako Thibault

nominacje:
- Laurent Lafitte − Do zobaczenia w zaświatach jako Pradelle
- Gilles Lellouche − Le sens de la fête jako kapitan Henri d'Aulnay-Pradelle
- Niels Arestrup − Do zobaczenia w zaświatach jako pan Péricourt
- Vincent Macaigne − Le sens de la fête jako Julien